# 石原俊明
石原 俊明（いしはら しゅんめい、1888年1月21日 - 1973年1月17日）は、静岡県出身の昭和期の実業家、出版者、曹洞宗の僧侶。化学工業新聞社、国際情報社、国光印刷、大法輪閣の創業者。

## 略歴

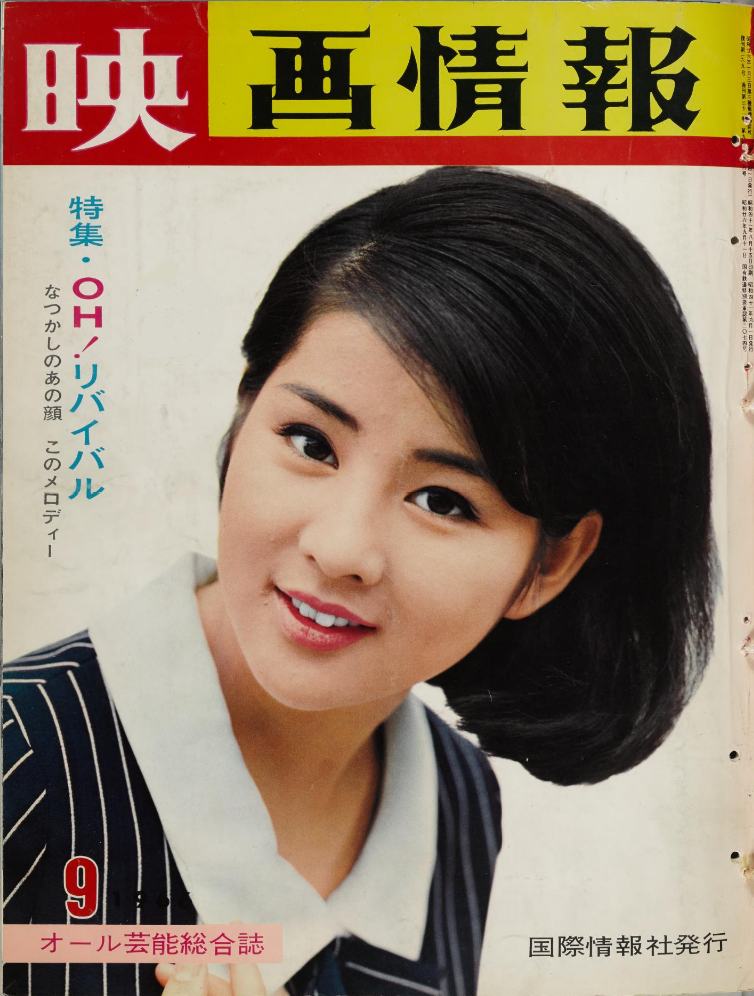
石原が創刊した『映画情報』。1966年9月号の表紙。

静岡県小笠郡大須賀町（現、掛川市）に生まれる。1891年、浜岡町新野（現、御前崎市）の想慈院に引き取られる。この頃、可睡斎で日置黙仙禅師に師事。1903年上京。化学工業新聞社社長に就任。科学知識普及協会を設立。1921年、『科学知識』創刊。1922年有限会社国際情報社を設立、『国際写真情報』創刊。1923年『劇と映画』創刊。1924年『国際写真グラフ』『婦人グラフ』創刊。1934年9月『大法輪』創刊。1935年頃、『映画情報』創刊。
1951年、株式会社国際情報社を復興。1959年『家庭全科』創刊。1966年有限会社大法輪閣設立。1969年大法輪石原育英会設立。1973年1月17日、心不全により逝去。

## 家族
石原俊 (オーディオ評論家)は5男。